# Mistrovství Evropy v baseballu

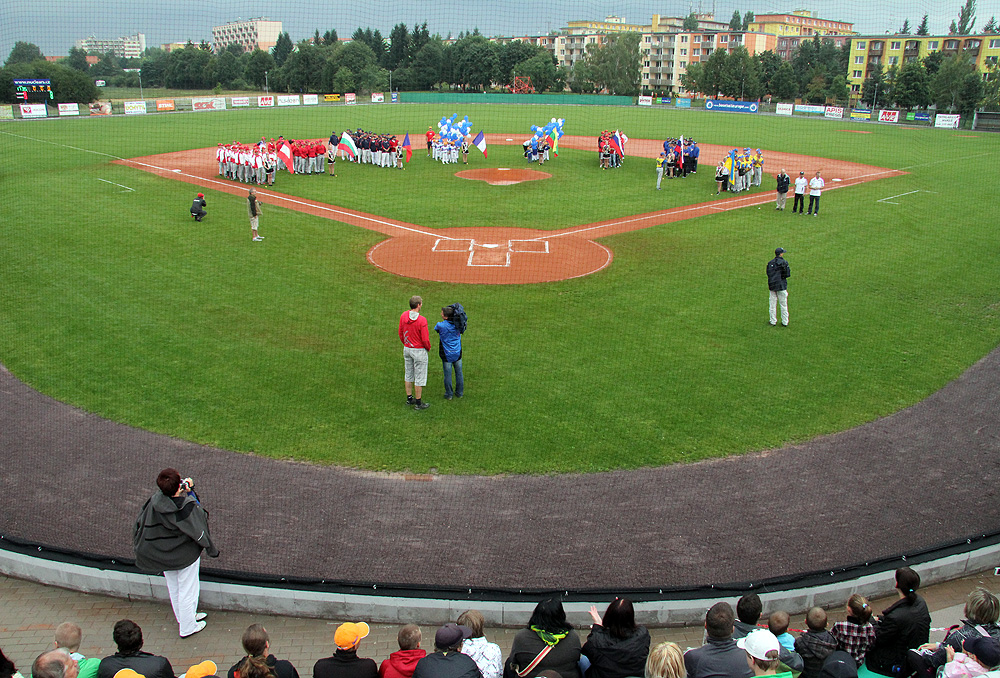
Mistrovství Evropy v Baseballu v Třebíči v roce 2012

Mistrovství Evropy v baseballu je turnaj baseballových národních týmů evropských zemí. Jedná se o nejvýznamnější soutěž reprezentačních týmů v Evropě, hraje se pod patronací Evropské baseballové konfederace. Je pořádán od roku 1954 nejprve každoročně, od roku 1958 s dvouletou periodicitou. V letech 1990 až 2004 byly pořádány také turnaje kategorie "B", v nichž bojovaly výkonnostně slabší reprezentace; tyto byly nahrazeny později kvalifikačními turnaji o postup do hlavní soutěže. Nejúspěšnější zemí v historii je Nizozemsko s 24 tituly, druhá je Itálie s deseti tituly, dvě vítězství zaznamenala reprezentace Španělska a jedno Belgie.

## Chronologický přehled šampionátů
| Rok  | Organizátor     | Počet týmů | Zlato      | Stříbro         | Bronz           |
| ---- | --------------- | ---------- | ---------- | --------------- | --------------- |
| 1954 | Belgie          | 4          | Itálie     | Španělsko       | Belgie          |
| 1955 | Španělsko       | 5          | Španělsko  | Belgie          | Západní Německo |
| 1956 | Itálie          | 5          | Nizozemsko | Belgie          | Itálie          |
| 1957 | Západní Německo | 5          | Nizozemsko | Západní Německo | Itálie          |
| 1958 | Nizozemsko      | 6          | Nizozemsko | Itálie          | Západní Německo |
| 1960 | Španělsko       | 4          | Nizozemsko | Itálie          | Španělsko       |
| 1962 | Nizozemsko      | 7          | Nizozemsko | Itálie          | Španělsko       |
| 1964 | Itálie          | 5          | Nizozemsko | Itálie          | Španělsko       |
| 1965 | Španělsko       | 5          | Nizozemsko | Itálie          | Západní Německo |
| 1967 | Belgie          | 5          | Belgie     | Velká Británie  | Západní Německo |
| 1969 | Západní Německo | 7          | Nizozemsko | Itálie          | Španělsko       |
| 1971 | Itálie          | 9          | Nizozemsko | Itálie          | Západní Německo |
| 1973 | Nizozemsko      | 6          | Nizozemsko | Itálie          | Španělsko       |
| 1975 | Španělsko       | 6          | Itálie     | Nizozemsko      | Západní Německo |
| 1977 | Nizozemsko      | 5          | Itálie     | Nizozemsko      | Belgie          |
| 1979 | Nizozemsko      | 4          | Itálie     | Nizozemsko      | Belgie          |
| 1981 | Nizozemsko      | 4          | Nizozemsko | Itálie          | Švédsko         |
| 1983 | Itálie          | 6          | Itálie     | Nizozemsko      | Belgie          |
| 1985 | Nizozemsko      | 6          | Nizozemsko | Itálie          | Belgie          |
| 1987 | Španělsko       | 7          | Nizozemsko | Itálie          | Španělsko       |
| 1989 | Francie         | 8          | Itálie     | Nizozemsko      | Španělsko       |
| 1991 | Itálie          | 8          | Itálie     | Nizozemsko      | Španělsko       |
| 1993 | Švédsko         | 8          | Nizozemsko | Itálie          | Švédsko         |
| 1995 | Nizozemsko      | 10         | Nizozemsko | Itálie          | Belgie          |
| 1997 | Francie         | 12         | Itálie     | Nizozemsko      | Španělsko       |
| 1999 | Itálie          | 12         | Nizozemsko | Itálie          | Francie         |
| 2001 | Německo         | 12         | Nizozemsko | Rusko           | Itálie          |
| 2003 | Nizozemsko      | 12         | Nizozemsko | Řecko           | Španělsko       |
| 2005 | Česko           | 12         | Nizozemsko | Itálie          | Španělsko       |
| 2007 | Španělsko       | 12         | Nizozemsko | Velká Británie  | Španělsko       |
| 2010 | Německo         | 12         | Itálie     | Nizozemsko      | Německo         |
| 2012 | Nizozemsko      | 12         | Itálie     | Nizozemsko      | Španělsko       |
| 2014 | Česko           | 12         | Nizozemsko | Itálie          | Španělsko       |
| 2016 | Nizozemsko      | 12         | Nizozemsko | Španělsko       | Itálie          |
| 2019 | Německo         | 12         | Nizozemsko | Itálie          | Španělsko       |
| 2021 | Itálie          | 16         | Nizozemsko | Izrael          | Itálie          |
| 2023 | Česko           | 16         | Španělsko  | Velká Británie  | Nizozemsko      |
| 2025 | Izrael          | 16         |            |                 |                 |

## Medailová bilance zemí
| Pořadí | Země                    | Zlato | Stříbro                                                                                                   | Bronz                                                                                         | Počet medailí |
| ------ | ----------------------- | --- | --- | --------------------------------------------------------------------------------------------- | ------------- |
| 1.     | Nizozemsko              | 24 (1956, 1957, 1958, 1960, 1962, 1964, 1965, 1969, 1971, 1973, 1981, 1985, 1987, 1993, 1995, 1999, 2001, 2003, 2005, 2007, 2014, 2016, 2019, 2021) | 9 (1975, 1977, 1979, 1983, 1989, 1991, 1997, 2010, 2012)                                                  | 1 (2023)                                                                                      | 34            |
| 2.     | Itálie                  | 10 (1954, 1975, 1977, 1979, 1983, 1989, 1991, 1997, 2010, 2012)                                                                                     | 17 (1958, 1960, 1962, 1964, 1965, 1969, 1971, 1973, 1981, 1985, 1987, 1993, 1995, 1999, 2005, 2014, 2019) | 5 (1956, 1957, 2001, 2016, 2021)                                                              | 32            |
| 3.     | Španělsko               | 2 (1955, 2023) | 2 (1954, 2016)                                                                                            | 15 (1960, 1962, 1964, 1969, 1973, 1987, 1989, 1991, 1997, 2003, 2005, 2007, 2012, 2014, 2019) | 19            |
| 4.     | Belgie                  | 1 (1967) | 2 (1955, 1956)                                                                                            | 6 (1954, 1977, 1979, 1983, 1985, 1995)                                                        | 9             |
| 5.     | Velká Británie          | 0 | 3 (1967, 2007, 2023)                                                                                      | 0                                                                                             | 3             |
| 6.     | Německo/Západní Německo | 0 | 1 (1957)                                                                                                  | 7 (1955, 1958, 1965, 1967, 1971, 1975, 2010)                                                  | 8             |
| 7.-9.  | Rusko                   | 0 | 1 (2001)                                                                                                  | 0                                                                                             | 1             |
| 7.-9.  | Řecko                   | 0 | 1 (2003)                                                                                                  | 0                                                                                             | 1             |
| 7.-9.  | Izrael                  | 0 | 1 (2021)                                                                                                  | 0                                                                                             | 1             |
| 10.    | Švédsko                 | 0 | 0 | 2 (1981, 1993)                                                                                | 2             |
| 11.    | Francie                 | 0 | 0 | 1 (1999)                                                                                      | 1             |